# Calea ferată Dorobanțu / Constanța-Lumina-Capu Midia-Sitorman
Linia CF Dorobanțu / Constanța-Lumina-Năvodari-Capu Midia-Sitorman, este o cale ferată secundară din România, neelectrificată, dublă pe distanța Constanța Mărfuri-Capu Midia și simplă pe distanța Dorobanțu-Lumina, respectiv Capu Midia-Sitorman. Linia a fost inaugurată în anul 1952, odată cu începerea lucrărilor la Canalul Poarta Albă-Midia-Năvodari.
Deși în trecut, s-au efectuat și curse regulate în traficul de călători, în prezent linia nu deservește trenuri în trafic de călători, fiind asigurat în principal transportul de mărfuri (produse petroliere) provenite de pe platforma industrială Petromidia.